# Ankomst fra Grønland
|  | Denne artikel er oprettet af botten Steenthbot ud fra en ekstern database. Den kan derfor have sproglige fejl eller mangler. Denne skabelon kan fjernes efter kontrol af indholdet. |

Ankomst fra Grønland er en dansk dokumentarisk optagelse fra 1932.

## Handling
Skibet "Th. Stauning" ankommer til havn fra Grønland. M/S Th. Stauning var ved Grønland i 1931 og 1932 og deltog her i marinens luftopmåling af den store danske ø.